# Энгванда, Алонзо
Алонзо Тим Энгванда-Онгена (нидерл. Alonzo Tim Engwanda-Ongena; род. 27 января 2003) — бельгийский футболист, опорный полузащитник клуба «Утрехт».

## Клубная карьера
Энгванда — воспитанник клуба «Андерлехт». 14 августа 2022 года в матче против «Дейнзе» он дебютировал за дублирующий состав в Челленджер Про Лига. В 2024 году Энгванда перешёл в нидерландский «Утрехт». 11 августа в матче против ПЕК Зволле он дебютировал в Эредивизи.